# Courbe de titrage
Une courbe de titrage est un graphique utilisé lors des titrages pour déterminer leur point d'équivalence. Ce graphique présente la variation d'une variable liée à une concentration en ordonnée en fonction d'une mesure de la quantité de solution titrante en abscisse. Généralement l'axe des abscisses présente le volume de la solution titrante. Dans les rares cas de titrage gravimétrique, l'axe des abscisses présente la masse de la solution titrante. 
Selon le type de l'axe des ordonnées, il existe deux principaux types de courbes de titrage. 

## Courbe logarithmique de titrage

Exemple d'une courbe logarithmique de titrage

Quand l'axe des ordonnées présente la concentration en échelle logarithmique ou le potentiel électrique, la courbe est appelée logarithmique ou sigmoïdale. Le point d'inflexion de la courbe donne le point d'équivalence. L'axe des ordonnées peut être aussi une dérivée première ou une dérivée seconde de la valeur d'origine dans le but d'améliorer la détermination du point d'équivalence. 
Ce type de courbe est utilisé lorsque d'importantes variations s'observent dans une petite région entourant le point d'équivalence.
Ce type de courbe est surtout utilisé lors des titrages potentiométriques.

## Courbe linéaire de titrage

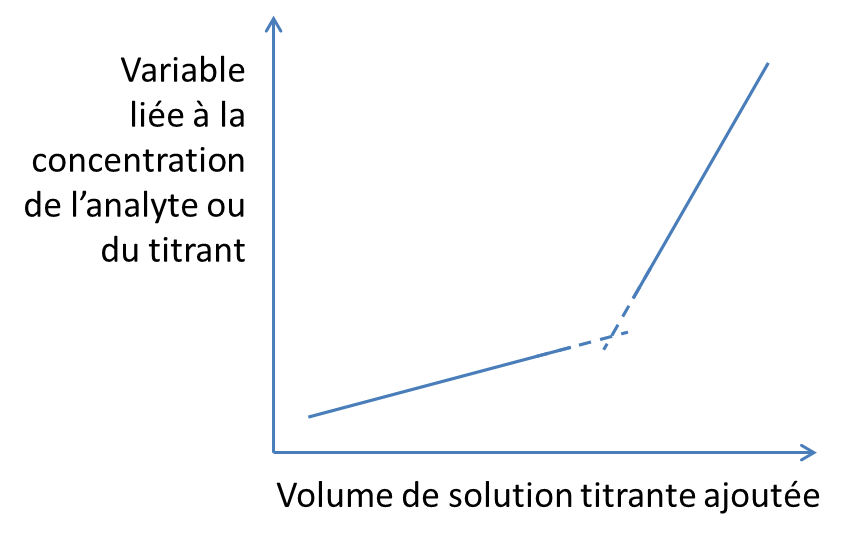
Exemple d'une courbe linéaire de titrage

Quand l'axe des ordonnées présente une variable directement proportionnelle à la concentration de l'analyte ou du titrant, la courbe est appelée linéaire ou à segments linéaires. Cette courbe est constituée de deux parties linéaires de pentes différentes. L'intersection des droites obtenues par extrapolation des deux parties linéaires donne le point d'équivalence. 
Ce type de courbe est utilisé lorsque les réactions ne sont complètes qu'en présence d'un grand excès de titrant ou d'analyte. Dans ce cas, on ignore les mesures proches du point d'équivalence pour ne considérer que les points qui sont éloignés de celui-ci.
Ce type de courbe est surtout utilisée lors des titrages spectrophotométriques, ampérométriques, conductimétriques, radiométriques, thermométriques et magnétométriques.